# Citharus linguatula
Genre
Espèce
Citharus linguatula est une espèce de poissons plats de la famille des Citharidae. C'est la seule espèce du genre Citharus (monotypique).